# Strafrechtliches Rehabilitierungsgesetz
Das Strafrechtliche Rehabilitierungsgesetz (StrRehaG) regelt die Rehabilitierung und soziale Entschädigung für strafrechtliches Unrecht und rechtsstaatswidrige Freiheitsentziehungen in der Sowjetischen Besatzungszone Deutschlands (SBZ) bzw. in der Deutschen Demokratischen Republik (DDR) sowie in Ost-Berlin zwischen dem 8. Mai 1945 und 2. Oktober 1990.
Das Gesetz nennt zum einen die Voraussetzungen, unter denen Unrechtsakte für rechtsstaatswidrig erklärt und aufgehoben werden können (§§ 1, 2 StrRehaG) und enthält zum anderen Vorschriften über Folgeansprüche, die die Aufhebung begründet (§§ 3–6 StrRehaG) sowie soziale Ausgleichsleistungen für Nachteile, die dem Betroffenen durch eine Freiheitsentziehung entstanden sind (§ 16 ff. StrRehaG).

## Geschichte und Grundlagen

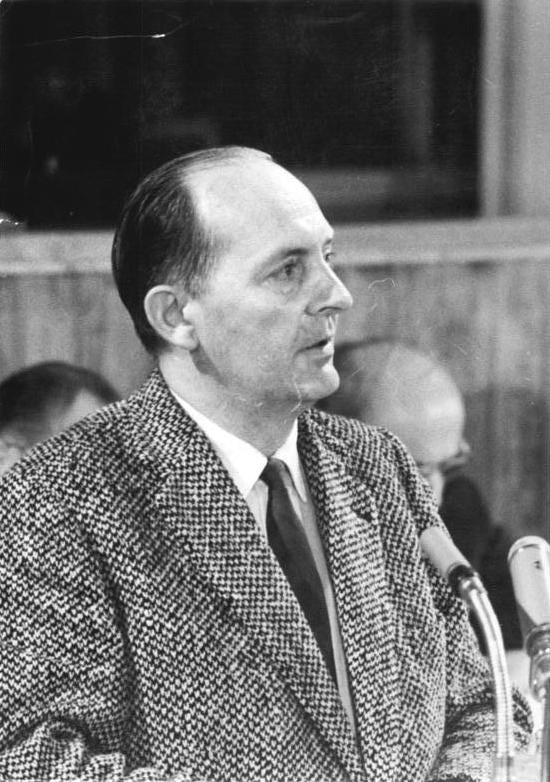
Die Verurteilung Robert Havemanns wegen eines angeblichen Devisendelikts wurde 1991 nach den noch fortgeltenden DDR-Kassationsvorschriften aufgehoben.

Das Rehabilitierungsgesetz der DDR
Zwischen 1945 und 1989 sind im Gebiet der DDR nach dem Forschungsstand des Jahres 2008 etwa 330.000 Menschen aus politischen Gründen inhaftiert worden. Hinzu kommen Opfer sonstiger rechtsstaatswidriger Maßnahmen.
Bereits Ende 1989 wurde in der DDR die Notwendigkeit erkannt, Unrechtsakte aufzuheben und den Opfern eine besondere soziale Versorgung zukommen zu lassen. Zunächst war die Aufhebung politisch begründeter Gerichtsentscheidungen nur im Wege der Kassation durch das Oberste Gericht der DDR möglich, bis am 6. September 1990 die Volkskammer ein Rehabilitierungsgesetz verabschiedete. Das Gesetz sah die Rehabilitierung solcher Personen vor, die wegen einer Handlung strafrechtlich belangt worden waren, mit der sie verfassungsmäßig garantierte Grundrechte wahrgenommen hatten. Rehabilitiert werden sollten unter ähnlichen Voraussetzungen auch Opfer verwaltungsrechtlichen und beruflichen Unrechts. Auch die Rehabilitierung ehemaliger Insassen sowjetischer Internierungslager nach dem Zweiten Weltkrieg war vorgesehen. Praktische Bedeutung erlangte das Gesetz vor dem Beitritt der DDR zur Bundesrepublik indes nicht mehr.
Entwicklung nach der Wiedervereinigung
Wegen der aus Sicht der Bundesregierung unabsehbaren finanziellen Folgen, die mit den im DDR-Rehabilitierungsgesetz vorgesehenen Wiedergutmachungsleistungen verbunden waren, und der als teils unausgewogen empfundenen Regelungen galt nach der Wiedervereinigung nur der Teil des Rehabilitierungsgesetzes übergangsweise als bundesdeutsches Recht fort, der die strafrechtliche Rehabilitierung betraf. Rehabilitiert werden konnten auch Personen, die in rechtsstaatswidriger Weise in psychiatrische Einrichtungen eingewiesen worden waren. Ferner wurden die Vorschriften der DDR-Strafprozessordnung über die Kassation vorläufig in modifizierter Form übernommen. Nachdem im Juni 1991 die Bundesregierung einen ersten Gesetzentwurf vorgelegt hatte, trat nach Verabschiedung durch den Bundestag am 4. November 1992 das Erste SED-Unrechtsbereinigungsgesetz in Kraft, das in Artikel 1 das Strafrechtliche Rehabilitierungsgesetz enthielt. Weitere Regelungen zur Wiedergutmachung von SED-Unrecht fanden später Eingang in das Verwaltungsrechtliche Rehabilitierungsgesetz (VwRehaG) und in das Berufliche Rehabilitierungsgesetz (BerRehaG). Mit den drei Gesetzen kam die Bundesrepublik auch der im Einigungsvertrag (Art. 17) enthaltenen Verpflichtung nach, für alle Opfer einer politisch motivierten Strafverfolgungsmaßnahme oder sonst einer rechtsstaats- und verfassungswidrigen gerichtlichen Entscheidung eine Rehabilitierungsmöglichkeit einschließlich angemessener Entschädigungsregelungen zu schaffen. Bereits im Gesetzgebungsverfahren hatten die Opfer des SED-Regimes die als unzureichend und zu niedrig empfundenen Ausgleichsleistungen kritisiert und eine Ehrenpension sowie besondere soziale Vergünstigungen wie zusätzlichen Urlaub und freie Benutzung öffentlicher Verkehrsmittel verlangt.
Das Strafrechtliche Rehabilitierungsgesetz ist seit Inkrafttreten mehrfach geändert worden, insbesondere wurde der Anwendungsbereich bei rechtsstaatswidrigen Freiheitsentziehungen erheblich ausgedehnt. 1999 wurde das Gesetz neu bekanntgemacht, nachdem unter anderem die Rehabilitierungsfristen verlängert und Entschädigungsbeträge erhöht worden waren. 2007 wurde die seit Langem von den Opferverbänden geforderte monatliche Opferrente für Opfer einer mindestens sechsmonatigen Freiheitsentziehung eingefügt. Umfangreiche Änderungen erfolgten im Dezember 2010, so wurden die Antragsfristen bis 2019 verlängert, die Unterbringung in einem Kinderheim ausdrücklich als Freiheitsentziehung anerkannt (siehe unten) und die Vorschriften über die Gewährung einer besonderen Zuwendung für Haftopfer (Opferrente) modifiziert (siehe unten).
Die Erfolgsquote von Rehabilitierungsanträgen lag 2010 in Berlin bei 50, in Brandenburg bei 59 und in Thüringen bei 67 Prozent. Bis Ende 2007 wurden etwa 184.000 Rehabilitierungsanträge gestellt. Mittlerweile gilt die strafrechtliche Rehabilitierung als weitgehend abgeschlossen. Als schwierig erweist sich aber nach wie vor für die Betroffenen, wie zur Bemessung von Ausgleichsleistungen durch Unrechtsmaßnahmen erlittene Gesundheitsbeeinträchtigungen nachgewiesen werden können. In Brandenburg hat eine Landtagskommission festgestellt, dass den zur Begutachtung derartiger Schäden eingesetzten Sachverständigen „mitunter … Qualifikation und Sensibilität“ fehlten. In der Bundestagsdebatte über den „Bericht der Bundesregierung zum Stand der Aufarbeitung der SED-Diktatur“ am 22. März 2013 wies Wolfgang Thierse darauf hin, dass Opfer des SED-Unrechts, wie etwa ehemalige Insassinnen des Gefängnisses Hoheneck, die „Professionalisierung, Vereinfachung und Vereinheitlichung des behördlichen Umgangs mit den Opfern“ fordern. Kritik wird auch daran geäußert, dass die monatliche Opferrente (siehe unten) nur bei einer mindestens 180 Tage (mit Wirkung vom 29. November 2019 verkürzt auf 90 Tage) währenden Freiheitsentziehung gezahlt wird. Die Union der Opferverbände kommunistischer Gewaltherrschaft fordert ebenfalls Verbesserungen zugunsten der Opfer bei der strafrechtlichen Rehabilitierung, insbesondere:
- die Ausweitung des Kreises der Anspruchsberechtigten für Ausgleichsleistungen,
- die Einführung einer Beweislastumkehr beim Nachweis verfolgungsbedingter Gesundheitsschäden.
- das Entfallen von Bedürftigkeitserfordernissen bei der Gewährung von Ausgleichsleistungen,
- die Erhöhung der Leistungen.

Kritisiert wird ferner die fehlende Wiedergutmachung für in politischer Haft geleistete Zwangsarbeit. Aus Sicht der Bundesstiftung zur Aufarbeitung der SED-Diktatur sind die Regelungen für die Entschädigung von Opfern der SED-Diktatur auch im Jahre 2013 nicht befriedigend.
Mit Wirkung vom 1. Januar 2015 wurde die Opferrente auf maximal 300 Euro erhöht. Weitere Forderungen nach Verbesserungen bei der strafrechtlichen Rehabilitierung wurden im Gesetzgebungsverfahren nicht berücksichtigt. Der Deutsche Bundestag verabschiedete aber am 4. Dezember 2014 eine Entschließung, in der sich das Parlament für Verbesserungen bei der medizinischen Begutachtung der Opfer, den Wegfall der Antragsfristen (nach bisherigem Recht konnte ein Rehabilitierungsantrag nur bis 31. Dezember 2019 gestellt werden) und für das Recht der Opfer, im Rehabilitierungsverfahren persönlich angehört zu werden, ausspricht. Mit Wirkung vom 29. November 2019 wurde die besondere monatliche Zuwendung auf maximal 330 Euro erhöht (vgl. § 17a Abs. 1 Satz 1 StrRehaG). Mit der Gesetzesänderung vom 22. November 2019 ist die Antragstellung zudem unbefristet möglich (vgl. den geänderten § 7 Abs. 1 StrRehaG).
Verfassungsrechtliche Grundlagen
Das Bundesverfassungsgericht musste sich aufgrund von Verfassungsbeschwerden mehrfach mit den Regelungen des Strafrechtlichen Rehabilitierungsgesetzes befassen. Dabei betonte es, dass der Gesetzgeber für die Betroffenen einer zu Unrecht ergangenen Strafmaßnahme wegen des aus der Menschenwürde (Art. 1 Grundgesetz) abzuleitenden Wert- und Achtungsanspruchs des Einzelnen eine Rehabilitierungsmöglichkeit schaffen musste. Mit Urteil vom 7. Dezember 1999 erklärte das Gericht es insbesondere für verfassungsrechtlich unbedenklich, dass in § 1 Absatz 1 Nr. 1 StrRehaG nur bestimmte Tatbestände benannt sind, bei denen eine politische Verfolgung in der Regel vermutet wird, bei anderen Tatbeständen aber eine Einzelfallprüfung vorgesehen ist. Besondere Bedeutung messen das Bundesverfassungsgericht und der Verfassungsgerichtshof des Landes Berlin der aus dem Rechtsstaatsprinzip (Art. 20 Abs. 3 Grundgesetz) abgeleiteten Pflicht der Rehabilitierungsgerichte zu, den der angegriffenen Maßnahme zugrunde liegenden Sachverhalt gegebenenfalls erneut von Amts wegen und unter Ausschöpfung aller Erkenntnismöglichkeiten zu ermitteln.
- Beispiel: Nach § 1 Abs. 1 Nr. 1 StrRehaG sind Verurteilungen wegen bestimmter, dort aufgezählter Tatbestände des DDR-Strafrechts im Regelfall ohne Einzelfallprüfung zu rehabilitieren. Eine politische Verfolgung wird in diesen Fällen vermutet. So ist etwa eine in der DDR erfolgte Verurteilung wegen Wehrdienstentziehung oder Wehrdienstverweigerung aufzuheben. Hingegen wird der Tatbestand der Fahnenflucht nicht in § 1 Abs. 1 Nr. 1 StrRehaG aufgeführt. Das Bundesverfassungsgericht stellte fest, dass darin kein Verstoß gegen den Gleichheitsgrundsatz (Art. 3 Grundgesetz) liegt, weil der Gesetzgeber bei der Bewältigung des in der DDR begangenen Unrechts einen weiten Gestaltungsspielraum hatte. Der Gesetzgeber durfte daher die aus seiner Perspektive bedenklichen und stets zur Rehabilitierung führenden Tatbestände herausfiltern und einige bestimmte Tatbestände in § 1 Abs. 1 Nr. 1 StrRehaG aufzählen. Bei Tatbeständen, die in § 1 Abs. 1 Nr. 1 StrRehaG nicht genannt werden (wie z. B. Fahnenflucht), lässt der Gesetzgeber jedoch eine Einzelfallprüfung zu, ob die Verurteilung rechtsstaatswidrig ist.[14] und wird damit dem Gebot, rechtsstaatswidrige Verurteilungen wiedergutzumachen, gerecht.

## Überblick
Die strafrechtliche Rehabilitierung ist grundsätzlich als zweistufiges Verfahren aufgebaut: Zunächst muss eine Rehabilitierung ausgesprochen werden. Erst im Anschluss können Ausgleichsleistungen gewährt werden.
Das Rehabilitierungsgericht wird nur auf Antrag tätig. Es muss die in der Sowjetischen Besatzungszone, der DDR oder in Ost-Berlin ergangene strafrechtliche Maßnahme oder eine freiheitsentziehende Maßnahme für rechtsstaatswidrig erklären und gegebenenfalls aufheben, also eine Rehabilitierung aussprechen. Die Voraussetzungen hierfür sind im 1. Abschnitt des Gesetzes in §§ 1 und 2 genannt. Der 1. Abschnitt enthält darüber hinaus Regelungen zu bestimmten Folgen der Aufhebung (§§ 3–6 StrRehaG). Das gerichtliche Verfahren und die formellen Voraussetzungen eines Rehabilitierungsantrags sind im 2. Abschnitt des Gesetzes geregelt (§§ 7–15 StrRehaG).
Der 3. Abschnitt des Gesetzes regelt die zweite Stufe des Rehabilitierungsverfahrens und enthält die Vorschriften über soziale Ausgleichsleistungen (§§ 16–25a StrRehaG), die in der Regel nur nach einer erfolgten Rehabilitierung gewährt werden. Der 4. Abschnitt schließlich enthält Überleitungs- und Schlussvorschriften (§§ 26, 27 StrRehaG).

## Formelle Rehabilitierungsvoraussetzungen
Die Rehabilitierung erfolgt nur auf Antrag (§ 1 Abs. 1 StrRehaG). Antragsberechtigt sind insbesondere das Opfer der rechtsstaatswidrigen Maßnahme („Betroffener“) und nach dessen Tod nahe Angehörige (vgl. § 7 Abs. 1 StrRehaG). Der Antrag kann seit der Gesetzesänderung vom 22. November 2019 unbefristet gestellt werden und muss eine Begründung enthalten (§ 7 Abs. 2 StrRehaG).
Rehabilitierungsgerichte sind spezielle Strafkammern bei den Landgerichten Berlin, Chemnitz, Cottbus, Dresden, Erfurt, Frankfurt (Oder), Gera, Halle, Leipzig, Magdeburg, Meiningen, Neubrandenburg, Potsdam, Rostock und Schwerin.
Die örtliche Zuständigkeit der Gerichte richtet sich nach dem Ort, an dem die rechtsstaatswidrige Maßnahme vorgenommen wurde (§ 8 StrRehaG unter Bezugnahme auf die Bezirksgerichtsgrenzen). Die Vertretung durch einen Rechtsanwalt ist zulässig, aber nicht zwingend (§ 7 Abs. 4 StrRehaG).
Das Verfahren ist kostenfrei im Hinblick auf die reinen Gerichtskosten (§ 14 Abs. 1 StrRehaG). Hat der Antrag teilweise oder gänzlich Erfolg, werden auch die Kosten für einen Rechtsanwalt und die weiteren Kosten des Antragstellers der Staatskasse auferlegt. Wird der Rehabilitierungsantrag abgelehnt, werden die Anwalts- und weiteren Kosten dann vom Staat übernommen, wenn das Gericht etwas anderes für unbillig hält (§ 14 Abs. 2 StrRehaG).

## Rehabilitierung strafrechtlicher Maßnahmen (§ 1 StrRehaG)

### Voraussetzungen

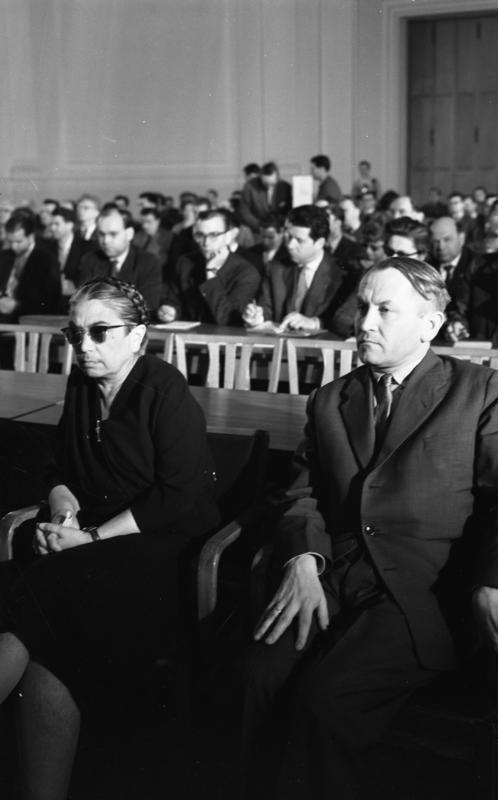
Im Jahre 1960 verurteilte das Oberste Gericht der DDR Theodor Oberländer wegen seiner Rolle im Dritten Reich, am Prozess nahmen auch DDR-Justizministerin Benjamin und Staatssekretär Toeplitz (hier im Bild) teil. 1993 hob das Landgericht Berlin das Urteil auf, weil der Prozess grob rechtsstaatswidrig in Abwesenheit des Angeklagten erfolgt war.

Die Voraussetzungen, unter denen eine strafrechtliche Maßnahme für rechtsstaatswidrig erklärt und aufgehoben werden kann, sind in § 1 StrRehaG geregelt. Zur Rehabilitierung müssen alle Voraussetzungen erfüllt sein. Sie lauten im Einzelnen:
Maßnahme einer deutschen Stelle im Gebiet der SBZ/DDR
Es muss sich um die Maßnahme eines deutschen Gerichts (§ 1 Abs. 1 StrRehaG) oder einer deutschen Behörde (§ 1 Abs. 5 StrRehaG) im Gebiet der DDR oder Ost-Berlins handeln. Nicht nach dem StrRehaG können deshalb etwa Entscheidungen eines sowjetischen Militärtribunals rehabilitiert werden. Hierfür sind die russischen Behörden zuständig. Es bestehen aber unter Umständen dennoch Ansprüche auf soziale Ausgleichsleistungen nach dem Strafrechtlichen Rehabilitierungsgesetz (vgl. § 25 Abs. 2 S. 1 StrRehaG; siehe unten).
Hingegen ist eine Rehabilitierung dann möglich, wenn deutsche Stellen lediglich Vorschriften des Alliierten Kontrollrats oder der sowjetischen Besatzungsmacht angewendet haben. Es können alle Formen strafrechtlicher Verfolgung (etwa Ermittlungsmaßnahmen, Haftbefehle) rehabilitiert werden, nicht nur Verurteilungen.
Zwischen dem 8. Mai 1945 und dem 2. Oktober 1990
Die Maßnahme muss in der Zeit des Bestehens der Sowjetischen Besatzungszone bzw. der DDR erfolgt sein. Erfasst wird somit auch der Zeitraum vor Gründung der DDR.
Strafrechtlicher Charakter der Maßnahme
Diese Voraussetzung ist jedenfalls dann erfüllt, wenn eine Verurteilung aufgrund eines im Strafgesetzbuch enthaltenen Straftatbestands erfolgt ist. Strafrechtlichen Charakter trugen ferner beispielsweise Verurteilungen nach Art. 6 der DDR-Verfassung von 1949 (Boykotthetze), nach der Wirtschaftsstrafverordnung, nach Kontrollratsgesetz Nr. 10 und Kontrollratsdirektive 38 sowie etwa aufgrund des Befehls Nr. 160 der Sowjetischen Militäradministration in Deutschland (SMAD) über „Sabotage- und Diversionsakte“.
Unvereinbarkeit der Maßnahme mit wesentlichen Grundsätzen einer freiheitlichen rechtsstaatlichen Ordnung
Die Maßnahme muss in schwerwiegender Weise rechtsstaatswidrig sein. Hierfür kommen folgende Gründe in Betracht:
- Es handelte sich um eine in den Waldheimer Prozessen ergangene Verurteilung (§ 1 Abs. 2 StrRehaG).
- Die Maßnahme wurde auf einen der in § 1 Abs. 1 Nr. 1 StrRehaG aufgezählten Straftatbestände gestützt und diente deshalb politischer Verfolgung, etwa Staatsfeindliche Hetze, Ungesetzlicher Grenzübertritt oder Boykotthetze. Die Verurteilung wegen eines der aufgezählten Delikte begründet die Vermutung politischer Verfolgung. Eine Rehabilitierung kommt allerdings dann nicht in Betracht, wenn nachgewiesen werden kann, dass trotz der Verfolgung wegen eines der aufgezählten Delikte die Maßnahme ausnahmsweise nicht politischer Verfolgung diente. Dass der Gesetzgeber die Vermutung politischer Verfolgung auf bestimmte Tatbestände beschränkt hat, ist verfassungsrechtlich nicht zu beanstanden.[14]
- Die Maßnahme diente aus sonstigen Gründen politischer Verfolgung (§ 1 Abs. 1 Nr. 1 StrRehaG).
- Die angeordneten Rechtsfolgen der Maßnahme stehen in grobem Missverhältnis zu der begangenen Tat (§ 1 Abs. 1 Nr. 2 StrRehaG). Das kann der Fall sein, wenn ein deutlich zu hohes Strafmaß verhängt oder die Einziehung des gesamten Vermögens als Strafe angeordnet wurde.
- Die Maßnahme ist aus sonstigen Gründen, etwa wegen erheblicher Verfahrensfehler, in gravierender Weise fehlerhaft (§ 1 Abs. 1 StrRehaG). Das ist etwa der Fall, wenn ein Angeklagter keine Möglichkeit hatte, sich selbst zu verteidigen oder einen Rechtsanwalt mit seiner Verteidigung zu beauftragen.

Ist eine Maßnahme nur in Teilen rechtsstaatswidrig, kann sie auch teilweise aufgehoben werden (§ 1 Abs. 3 und 4 StrRehaG).

### Ausgewählte Problemfälle
Allgemeines
Die Rehabilitierungsgerichte sind mit allen Bereichen des DDR-Strafrechts befasst. Probleme bei der Anwendung des Strafrechtlichen Rehabilitierungsgesetzes ergeben sich vor allem dann, wenn die den angegriffenen Entscheidungen zugrunde liegenden Delikte nicht ausdrücklich in § 1 StrRehaG aufgeführt sind oder neben dort genannten weitere dort nicht aufgeführte Straftaten, insbesondere solche der „gewöhnlichen Kriminalität“ (wie Sachbeschädigung oder Körperverletzung), begangen wurden.
- Beispiele: (1) Bei dem erfolglosen Versuch, die Grenze zur Bundesrepublik zu überschreiten, beschädigten DDR-Bürger die Grenzanlagen. Sie wurden deshalb wegen versuchten ungesetzlichen Grenzübertritts und Sachbeschädigung von einem DDR-Gericht verurteilt. Die Betroffenen beantragen wegen dieser Verurteilung strafrechtliche Rehabilitierung. In § 1 StrRehaG wird nur der ungesetzliche Grenzübertritt ausdrücklich als Delikt genannt, das regelmäßig wegen seines politischen Charakters zu rehabilitieren ist. Gleichwohl kann auch hinsichtlich der Sachbeschädigung eine Rehabilitierung erfolgen, weil es sich um eine sog. notwendige Begleitstraftat handelte: Ohne Beschädigung der Grenzanlagen hätte die Flucht nicht erfolgen können. Die Betroffenen werden vollständig rehabilitiert. (2) Anders liegt der Fall, wenn der Betroffene vor der Flucht ein Paddelboot gestohlen hatte, mit dem er in die Bundesrepublik fliehen wollte. Da er sich das Paddelboot auch auf legale Weise hätte beschaffen können, liegt eine notwendige Begleittat nicht vor. Der Betroffene kann nur teilweise, nämlich allein wegen des versuchten ungesetzlichen Grenzübertritts, rehabilitiert werden.[18]

Diskutiert wird – zum Beispiel bei wirtschaftsstrafrechtlichen Delikten – ob die den Sanktionen zugrunde liegenden Strafvorschriften selbst grob rechtsstaatswidrig waren und die Maßnahmen daher in allen Fällen aufgehoben werden müssen oder, so sehen es überwiegend die Rehabilitierungsgerichte, ob eine Prüfung der Rechtsstaatswidrigkeit im Einzelfall zu erfolgen hat.
Fahnenflucht
In der rehabilitierungsrechtlichen Rechtsprechung und im Schrifttum ist umstritten, unter welchen Voraussetzungen eine Fahnenflucht zu rehabilitieren ist. Anders als der Tatbestand der Wehrdienstentziehung und Wehrdienstverweigerung ist das Verlassen der Truppe nach Dienstantritt (Fahnenflucht) nicht im Katalog des § 1 StrRehaG aufgeführt, was verfassungsrechtlich nicht zu beanstanden ist. Nach einer Auffassung ist eine Verurteilung wegen Fahnenflucht dennoch stets zu rehabilitieren, weil die Tat angesichts der Aufgabe der Streitkräfte der DDR, die sozialistische Gesellschaftsordnung zu schützen, als politisches Delikt anzusehen sei. Die Rechtsprechung differenziert hingegen: Bei Fahnenflucht von den Grenztruppen der DDR wird wegen der besonderen Aufgabenstellung dieser Einheiten eine politische Verfolgung im Regelfall bejaht, ebenso wenn der Tat Gewissensgründe oder eine ablehnende Haltung dem kommunistischen Regime gegenüber zugrunde lag. Wie rehabilitierungsrechtlich zu verfahren ist, wenn die Fahnenflucht mit dem Versuch verbunden war, die DDR zu verlassen, ist wiederum umstritten.
Gewalttätige Widerstandshandlungen gegen die Staatsgewalt
Allgemein anerkannt ist, dass auch gewalttätige Widerstandshandlungen gegen den Staat und damit verbundene Sachbeschädigungen, etwa während des Volksaufstands am 17. Juni 1953 oder während der Herbstrevolution 1989, grundsätzlich rehabilitiert werden können, wenn die Gewalttat verhältnismäßig war und sich nicht gegen unbeteiligte Dritte richtete. Nach einem Beschluss des Oberlandesgerichts Jena aus dem Jahr 2009, der allerdings einen Fall von Gefangenenmeuterei betraf, durften die DDR-Gerichte indes grundsätzlich zu Recht Verurteilungen wegen aktiver Widerstandshandlungen aussprechen, da sich die DDR-Bürger „in einem dafür vorgesehenen rechtsförmigen Verfahren gegen staatliche Eingriffe zur Wehr setzen“ konnten und die Rehabilitierungsgerichte die „Staatlichkeit der DDR“ zu respektieren hätten.
Asoziales Verhalten
Wer sich in der DDR aus „Arbeitsscheu einer geregelten Arbeit hartnäckig“ entzog, obwohl er arbeitsfähig war, konnte seit 1968 wegen asozialen Verhaltens bestraft werden. Die Rehabilitierungsgerichte haben die Frage, ob die entsprechende Vorschrift des DDR-Strafgesetzbuches politischen Charakter hatte, zumeist verneint und dies etwa damit begründet, dass es „keine Verletzung der Individualität und Menschenwürde“ darstelle, „einen arbeitsfähigen erwachsenen Menschen zur Erwerbstätigkeit zwecks Finanzierung seines Lebensunterhalts anzuhalten“. Entsprechende Rehabilitierungsanträge haben deshalb nur bei Vorliegen besonderer Gründe Erfolg, etwa wenn die verhängten Sanktionen grob unverhältnismäßig waren. Dann kommt in der Regel aber nur eine teilweise Rehabilitierung in Betracht (§ 1 Abs. 4 StrRehaG): Es wird der Teil der verhängten Strafe aufgehoben und für rechtsstaatswidrig erklärt, der unverhältnismäßig ist. Zur Verurteilung auf Bewährung am Arbeitsplatz siehe sogleich.
Übergriffe im Ermittlungsverfahren oder im Strafvollzug
Das Strafrechtliche Rehabilitierungsgesetz sieht in § 1 Abs. 5 eine Rehabilitierung auch dann vor, wenn eine nicht mit wesentlichen freiheitlich-rechtsstaatlichen Grundsätzen zu vereinbarende Handlung von Staatsanwaltschaften oder sonstigen Behörden vorgenommen wurden. Entscheidend ist, ob die Maßnahme an ein als strafbar angesehenes Verhalten anknüpfte und somit strafrechtlichen Charakter trug. Deshalb sind Übergriffe von Organen in einem Ermittlungsverfahren oder während des Strafvollzugs als selbständige Maßnahmen unter den Voraussetzungen des § 1 StrRehaG selbst dann rehabilitierungsfähig, wenn die betreffende Verurteilung durch das Strafgericht fehlerfrei ergangen ist.
Verurteilung zur Bewährung am Arbeitsplatz
DDR-Gerichte konnten von der Verhängung einer Freiheitsstrafe absehen und den Betroffenen stattdessen verurteilen, sich für eine bestimmte Dauer an seinem bisherigen oder einem anderweitig zugewiesenen Arbeitsplatz zu bewähren (§§ 33, 34 DDR-StGB). Nur mit Zustimmung des Gerichts und nur aus zwingenden Gründen war ein Arbeitsplatzwechsel möglich. Für den Fall der Nichteinhaltung der Verpflichtung wurde eine Freiheitsstrafe angedroht. Von dieser Strafart wurde insbesondere bei Verurteilung wegen asozialen Verhaltens (dazu oben) Gebrauch gemacht. Nach der Rechtsprechung des Oberlandesgerichtes Naumburg verstößt eine Verurteilung auf Bewährung am Arbeitsplatz gegen das Verbot der Zwangsarbeit (Art. 12 Abs. 2 GG). Eine entsprechende Verurteilung ist als rechtsstaatswidrig aufzuheben. Hielt sich der Betroffene nicht an die Verpflichtung und wurde eine Freiheitsstrafe vollstreckt, bestehen Ansprüche auf soziale Ausgleichsleistungen (siehe Abschnitt „Folgeansprüche“) Rechtsstaatswidrig soll danach auch die Unterbringung in einem Kinderheim sein, wenn die Betreuungsbedürftigkeit der Kinder aus der Inhaftierung eines Elternteils wegen Nichteinhaltung der Verpflichtung und dessen damit verbundener Inhaftierung resultierte.

### Boden- und Industriereform
Bodenreform

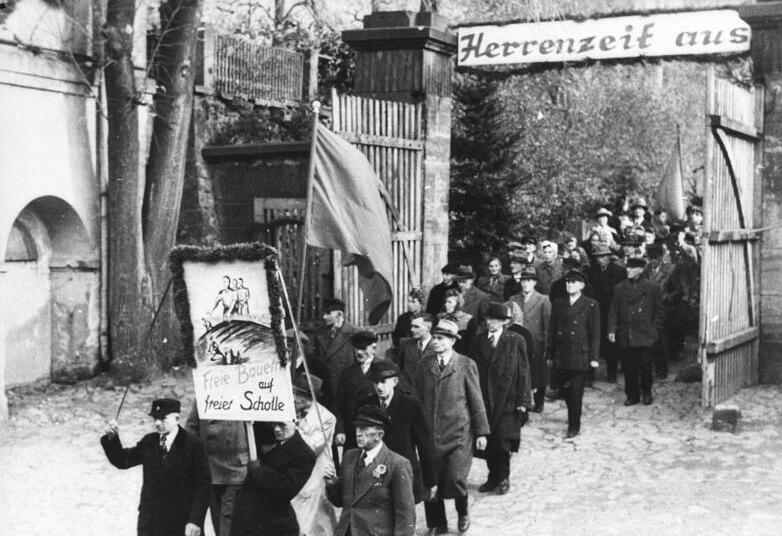
Umstritten ist, ob auch die Betroffenen der Vermögensentziehungen während der Bodenreform in der SBZ – hier zu sehen ein Umzug anlässlich der Aufteilung des Gutes Helfenberg bei Dresden – in der SBZ in den Jahren 1945/46 strafrechtlich rehabilitiert werden können.

Umstritten ist, ob die 1945/46 erfolgten Maßnahmen der Bodenreform, die als politische Verfolgung anerkannt sind, rehabilitierungsfähig sind. Dies hängt davon ab, ob sich die Maßnahmen als strafrechtliche Akte darstellen. Dies bejaht eine Ansicht für die Entziehung von Grundeigentum mit einer Fläche von unter 100 ha damit, dass vor der Eigentumsentziehung (anders als bei Grundeigentum über 100 ha) eine Kommission individuell prüfte, ob dem Betroffenen Nazi- und Kriegsverbrechen vorgeworfen werden konnten. Auch für den Entzug von Grundeigentum von über 100 ha wird in der Literatur teilweise ein strafrechtlicher Charakter der Bodenreform angenommen. Die Rechtsprechung lehnt ganz überwiegend eine strafrechtliche Rehabilitierung aller Bodenreformmaßnahmen ab, da es sich nicht um strafrechtliche, sondern verwaltungsrechtliche Maßnahmen gehandelt habe. Teilweise wird auch vorgetragen, die Bodenreform habe besatzungshoheitlichen Charakter getragen, entsprechende Maßnahmen seien von der Rehabilitierung daher ausgenommen. Das Bundesverfassungsgericht hat diese Rechtsprechung bisher nicht beanstandet.
Industriereform
Mit den gleichen Argumenten lehnen die Rehabilitierungsgerichte auch eine strafrechtliche Rehabilitierung von Opfern der sog. Industriereform (auch Wirtschaftsreform) zwischen 1946 und 1948 ab, bei der es sich ebenfalls um eine politische Verfolgung handelte. Maßgeblich für die Verhängung entsprechender Sanktionen waren in allen Ländern der SBZ für Sachsen erarbeitete Richtlinien, die bestimmte Straftatbestände enthielten („Naziverbrecher“, „Aktivistische Nazis“, „Kriegsinteressenten“). Nach diesen Richtlinien war die Industriereform ausdrücklich „keine wirtschaftliche Maßnahme“; in Ost-Berlin war Grundlage der Maßnahmen die Kontrollratsdirektive Nr. 38. So heißt es in § 2 des Gesetzes zur Einziehung von Vermögenswerten der Kriegsverbrecher und Naziaktivisten, dass diese Direktive für die Beurteilung einer Person maßgeblich sei. Allerdings hatte die SMAD zu dieser Direktive den Befehl Nr. 201 als Richtlinie erlassen und die Deutsche Wirtschaftskommission eine Reihe von Ausführungsbestimmungen, die Definition des Naziaktivisten und Kriegsverbrechers bestimmten. Aufgrund dieser geschichtlichen Hintergründe wird im Schrifttum die Ansicht vertreten, die Industriereform sei eine strafrechtliche Verfolgung gewesen, die damit verbundenen Maßnahmen seien deshalb aufzuheben.
Wegen der unterbliebenen Rehabilitierung haben Opfer der Boden- und Industriereform Beschwerde beim UN-Menschenrechtsausschuss eingereicht. Zuvor war im Jahre 2005 eine Beschwerde beim Europäischen Gerichtshof für Menschenrechte erfolglos geblieben.

## Rehabilitierung von Einweisungen in Kinder- und Jugendheime (§ 2 StrRehaG)

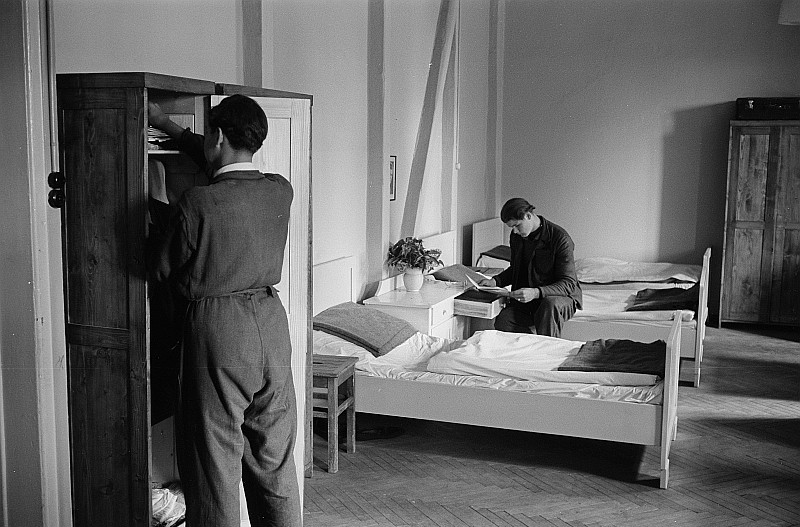
Auch die Unterbringung in einem Jugendwerkhof ist rehabilitierungsfähig. Hier im Bild eine Stube im Jugendwerkhof auf der Festung Königstein (1950).

Einen Schwerpunkt der rehabilitierungsrechtlichen Praxis bildet gegenwärtig die Heimunterbringung von Kindern und Jugendlichen. Das Bundesverfassungsgericht stellte 2009 fest, dass grundsätzlich eine Rehabilitierung unter den Voraussetzungen von § 2 StrRehaG in Betracht kommt. Parallel dazu war in der gleichen Zeit eine öffentliche Debatte über die Geschehnisse in Kinderheimen, vor allem in den 1950er und 1960er Jahren, in Gang gekommen. Der daraufhin von der Bundesregierung eingerichtete „Runde Tisch Heimerziehung“ beschränkte seine Arbeit allerdings auf die alten Bundesländer. Nach Ansicht des Oberlandesgerichts Jena herrschte in den DDR-Heimen „häufig eine – nach heutigen Maßstäben die Menschenwürde massiv verletzende und daher nicht mehr akzeptable – harte autoritäre Erziehung und Disziplinierung“ vor.

### Heimarten
Das System der Kinder- und Jugendheime war in der DDR stark differenziert. Den Jugendhilfebehörden unterstanden:
- „Normalheime“ für elternlose und entwicklungsgefährdete Kinder und Jugendliche (Vorschul-, Kinder-, Hilfsschul- und Jugendwohnheime),
- „Spezialheime“, die der Umerziehung schwer erziehbarer und straffälliger Jugendlicher dienten;[44] die Spezialheime gliederten sich in Spezialkinderheime, in Jugendwerkhöfe und in Sonderheime für verhaltensgestörte Kinder- und Jugendliche (insbesondere Kombinat der Sonderheime für Psychodiagnostik und pädagogisch-psychologische Therapie in Ost-Berlin und Umgebung).

Die Unterbringung in diesen Einrichtungen bestimmte sich nach wohlfahrts- bzw. jugendhilferechtlichen Vorschriften, zuständig waren die entsprechenden Behörden; bis zum Inkrafttreten des DDR-Strafgesetzbuches 1968 konnten allerdings auch Jugendgerichte die Heimerziehung als Erziehungsmaßnahme anordnen.
Neben den Normal- und Spezialheimen bestanden Durchgangsheime der Jugendhilfe, in die aufgegriffene Kinder und Jugendliche vorübergehend eingewiesen wurden, und Aufnahme- und Beobachtungsheime zur Abschätzung des Handlungsbedarfs. Für Kinder bis zu drei Jahren waren Einrichtungen der Gesundheits- und Sozialbehörden zuständig.
Strafrechtliche Sanktionen verbüßten Jugendliche in Jugendarrestanstalten und Arbeitserziehungskommandos und später in Jugendhäusern. In diesen Fällen bemisst sich die Rehabilitierung nach § 1 StrRehaG (siehe oben).
Einen Sonderfall bildete das vom November 1966 bis September 1967 bestehende „Arbeits- und Erziehungslager“ für Jugendliche in Rüdersdorf (auch Objekt Rüdersdorf), das dem Ministerium des Innern unterstand.

### Voraussetzungen
Die Anordnung der Unterbringung in einem Kinder- oder Jugendheim ist unter folgenden Voraussetzungen zu rehabilitieren:
Freiheitsentziehung
Mit der Änderung durch das Gesetz vom 2. Dezember 2010 wurde klargestellt, dass jede Unterbringung in einem Heim für Kinder und Jugendliche als Freiheitsentziehung anzusehen ist (§ 2 Abs. 1 S. 2 StrRehaG). Eine Prüfung, ob die Unterbringung im jeweiligen Einzelfall als Freiheitsentziehung anzusehen ist, findet deshalb nicht statt.
Es kommt für die Rehabilitierung nicht darauf an, wie alt das eingewiesene Kind war, auch die Unterbringung von Klein- und Kleinstkindern gilt als Freiheitsentziehung. Dem Wortlaut der geänderten Vorschrift nach sind nur behördliche Anordnungen von der Rehabilitierung erfasst. Nach der Rechtsprechung sind aber auch mit den Erziehungsberechtigten geschlossene Vereinbarungen über die Heimeinweisung eines Kindes rehabilitierungsfähig, wenn sich die Erziehungsberechtigten etwa aus politischen Gründen in Untersuchungshaft befanden und keine Alternative hatten.
Nicht-strafrechtlicher Charakter der Einweisung
Auch der für die Rehabilitierung notwendige nicht-strafrechtliche Charakter wird bei der Unterbringung in Kinder- und Jugendheimen gesetzlich vermutet.
Unvereinbarkeit der Einweisung mit wesentlichen Grundsätzen einer freiheitlichen rechtsstaatlichen Ordnung
Eine solche Unvereinbarkeit mit wesentlichen Grundsätzen einer freiheitlichen rechtsstaatlichen Ordnung liegt nicht bereits dann vor, wenn in dem betreffenden Kinder- oder Jugendheim aus heutiger Sicht problematische Verhältnisse vorherrschten, sondern nur dann, wenn einer der im Gesetz genannten Rehabilitierungsgründe vorliegt. Insbesondere in den Fällen, in denen die Heimeinweisung wegen Erziehungsproblemen, extremen Verhaltensauffälligkeiten oder schulischen Versagens des Kindes, Schwierigkeiten am Arbeitsplatz, Herumtreiberei oder der Begehung von Straftaten erfolgte, ist die Rechtsstaatswidrigkeit nur im Ausnahmefall gegeben. Auch rüde Erziehungsmethoden oder Übergriffe einzelner Erzieher führen nicht zur Rehabilitierung.
Folgende Fallgruppen sind zu unterscheiden:
- Politische Verfolgung des Kindes: Diente die Heimunterbringung politischer Verfolgung, ist eine Rehabilitierung auszusprechen. Eine politische Verfolgung liegt insbesondere vor, wenn die Unterbringung im Zusammenhang mit einem der in § 1 StrRehaG aufgezählten Straftatbestände, etwa als Reaktion auf den Versuch eines ungesetzlichen Grenzübertritts (Republikflucht),[50] erfolgte. Aber auch in anderen Fällen kann eine politische Verfolgung gegeben sein, etwa wenn der Betroffene eingewiesen wurde, weil er Fan westlicher „Beat“-Musik war.[51] Bei der Feststellung einer politischen Verfolgung sind die Rehabilitierungsgerichte jedoch zurückhaltend: Dass mit der Unterbringung eine politisch-ideologische Erziehung im Sinne der Staatsmacht bezweckt war, genügt nicht zur Annahme politischer Verfolgung.[43]
- „Sippenhaft“: Problematisch sind zum Teil Fallgestaltungen, in denen sich die politische Verfolgung vorrangig gegen die Eltern richtete. Sollte mit der Heimeinweisung des Kindes politisch motivierter Druck auf die Eltern ausgeübt werden, liegt eine politische Verfolgung vor.[52] Das Gleiche gilt, wenn eine Zusammenführung des Heimkindes mit den in die Bundesrepublik ausgereisten Eltern nicht ermöglicht wurde.[53] Unterschiedliche Auffassungen in der rehabilitierungsrechtlichen Rechtsprechung bestehen in den Fällen, in denen die Heimeinweisung eines Kindes erfolgte, nachdem die Eltern aus politischen Gründen (etwa wegen unerwünschter Meinungsbekundung oder einer versuchten Republikflucht) inhaftiert worden waren. Das Kammergericht geht in diesen Fällen grundsätzlich davon aus, dass die Heimeinweisung nicht aus politischen Zwecken erfolgte, sondern der Betreuung des Kindes diente. Nur wenn im Einzelfall nachgewiesen werden kann, dass die Heimeinweisung der politischen Verfolgung diente, komme eine Rehabilitierung in Betracht.[54] Eine politische Verfolgung sei aber dann indiziert, wenn in diesen Fälle eine Heimeinweisung erfolgte, obwohl in der DDR aufnahmebereite Verwandte zur Verfügung standen.[55] Nach Ansicht des Landgerichts Berlin diente aber eine Heimeinweisung sachfremden Zwecken und ist daher aufzuheben, wenn die Unterbringung des fürsorgebedürftigen Kindes bei in der Bundesrepublik oder Westberlin lebenden Verwandten von den Jugendhilfebehörden wegen der deutschen Teilung nicht in Erwägung gezogen wurde.[56] Andere Oberlandesgerichte widersprechen der Auffassung des Kammergerichts. Nach Auffassung der Oberlandesgerichte Naumburg[47] und Jena[46] diente in den Fällen, in denen sich die Heimerziehung als Konsequenz aus der politisch motivierten Inhaftierung der Eltern ergab, diese stets auch der politischen Verfolgung des Kindes. Das Oberlandesgericht Dresden geht in diesen Fällen davon aus, dass die Heimunterbringung des Kindes sachfremden Zwecken diente.[57] Nach einer im Schrifttum vertretenen Ansicht wiederum ist in diesen Fällen von der politischen Verfolgung des Kindes, sofern sie nicht ohnehin nachgewiesen kann, auszugehen, wenn nicht das Gegenteil nachgewiesen werden kann.[58]
- Einweisung in den Geschlossenen Jugendwerkhof Torgau: Die Einweisung in den Geschlossenen Jugendwerkhof Torgau, wo es zu systematischen schweren Menschenrechtsverletzungen gekommen ist, ist mit wesentlichen Grundsätzen einer freiheitlichen rechtsstaatlichen Ordnung nicht zu vereinbaren und deshalb stets, d. h. ohne Prüfung des Einzelfalls, zu rehabilitieren (Näheres dazu unten).[59]
- Menschenrechtswidrige Unterbringungsbedingungen in den Heimen: Nach Ansicht der Rehabilitierungsgerichte kommt eine Rehabilitierung nicht in Betracht, wenn der Rehabilitierungsantrag ausschließlich darauf gestützt wird, dass in den Heimen aus heutiger Sicht menschenrechtswidrige Zustände herrschten.[43] Insbesondere wenn die Art der im Heim praktizierten Erziehung nach der in der DDR zum jeweiligen Zeitpunkt vorherrschenden pädagogischen Auffassung der Gewährleistung eines ordnungsgemäßen Heimbetriebes, der individuellen Erziehung und dem Schulerfolg des Kindes diente, soll eine Rehabilitierung ausscheiden.[60] Die Gerichte stützen ihre ablehnende Haltung darauf, dass derartige Zustände auch in Heimen der alten Bundesrepublik vorkamen und deshalb kein „DDR-Systemunrecht“ seien.[61][62] Auch sei nur die Heimeinweisung selbst einer Rehabilitierung zugänglich, nicht aber deren Folgen.[60] Nach gegenteiliger, im Schrifttum vertretener Ansicht können auch menschenrechtswidrige Unterbringungsbedingungen die Rechtsstaatswidrigkeit der Einweisungsanordnung begründen.[58][63] Diese Auffassung argumentiert insbesondere
  - mit der vergleichbaren Rechtsprechung des Bundesgerichtshofs zum Bundesentschädigungsgesetz, wonach sich die Rechtsstaatswidrigkeit auch aus der Art und Weise der Freiheitsentziehung ergeben kann,
  - mit der Gesetzesbegründung zu § 2 Abs. 2 StrRehaG, der einer Freiheitsentziehung gleichgestellte Maßnahmen betrifft und bei denen die Gesamtumstände der jeweiligen Maßnahme in die Prüfung der Rechtsstaatswidrigkeit einzubeziehen sind,[64]
  - damit, dass gemäß § 1 Abs. 1 Nr. 2 i. V. m. § 2 StrRehaG Verhältnismäßigkeitserwägungen in die Prüfung der Rechtsstaatswidrigkeit einfließen[42] und dass in die Prüfung der Verhältnismäßigkeit einer Maßnahme auch deren Folgen, hier die den DDR-Behörden oftmals bekannten Zustände in den Heimen, einzubeziehen sind.
- Grobes Missverhältnis zwischen Einweisungsanlass und Einweisung: Ein Rehabilitierungsgrund besteht zudem, wenn ein grobes Missverhältnis zwischen dem Anlass der Unterbringung und den damit verbundenen Rechtsfolgen besteht.[42] Ein solches Missverhältnis liegt vor, wenn die Heimerziehung in ihrer Schwere jegliche nachvollziehbare Entsprechung zu dem Gewicht der Fehlentwicklung des eingewiesenen Kindes vermissen lässt.[49] Bei der Feststellung eines solchen Missverhältnisses müssen die Rehabilitierungsgerichte Anlass, Zweck sowie die rechtliche und tatsächliche Ausgestaltung der Unterbringung[65] und die Frage einbeziehen, welche Handlungsalternativen der Behörde zur Verfügung standen.[66] Ein Missverhältnis zwischen Anlass und Rechtsfolge ist nicht bereits dann gegeben, wenn die Maßnahme heutigen Maßstäben nicht mehr entspricht, sondern nur dann, wenn sich im Verhältnis von Anlass und Reaktion die Degradierung des Einzelnen zum Objekt staatlicher Interessendurchsetzung deutlich manifestiert.[43] Ebenfalls nicht entscheidend ist es für die Rehabilitierung, ob die Anordnung die einzige denkbare Reaktion auf eine Fehlentwicklung des Kindes war oder ob an andere Möglichkeiten hätte gedacht werden können.[49] Eine Rehabilitierung wegen grober Unverhältnismäßigkeit hat zu erfolgen, wenn die Einweisung des Kindes nur erfolgte, weil die Eltern berufstätig waren und – aufgrund entsprechender staatlicher Zuweisung – die Wohnverhältnisse unzureichend waren.[67]
- Willkür: Fehlt es für die Heimunterbringung überhaupt an einem Grund, ist ebenfalls zu rehabilitieren.[68]
- Sachfremde Zwecke: Das Landgericht Rostock geht vom Vorliegen sachfremder Zwecke aus, wenn die Jugendhilfebehörden bei der Auswahl des Heimes sich nicht am individuellen Kindeswohl orientierten und das Kind trotz der sich aufdrängenden kontraproduktiven Folgen nicht in einem besser geeigneten „Normalheim“, sondern in einem „Spezialheim“ unterbrachten.[69] Ein sachfremder Zweck liegt auch dann vor, wenn ein betreuungsbedürftiges Kind in einem Heim anstatt bei geeigneten und aufnahmebereiten Verwandten untergebracht wurde[16] oder Grund der Einweisung ein sexueller Missbrauch des Betroffenen war.[70] Hinsichtlich einer Einweisung in das Arbeits- und Erziehungslager Rüdersdorf hat das Kammergericht – zunächst nur für einen Einzelfall – ebenfalls Rechtsstaatswidrigkeit festgestellt. Sie habe sachfremden Zwecken gedient, weil sie allein eine Disziplinierung missliebiger Jugendlicher mittels einer „Schocktherapie“ und keinerlei Erziehungswirkung bezweckte, weil die Jugendlichen bei undiszipliniertem Verhalten erniedrigt wurden und weil selbst nach Feststellung der DDR-Behörden für die Einweisung eine Rechtsgrundlage fehlte.[71]
- Rechtsstaatswidrigkeit aus sonstigen Gründen: Nach der Rechtsprechung des Oberlandesgerichtes Naumburg verstößt eine Verurteilung auf „Bewährung am Arbeitsplatz“ (§ 33 Abs. 3 Nr. 2 DDR-StGB) gegen das Verbot der Zwangsarbeit. Wurden Eltern wegen Nichteinhaltung der Verpflichtung zu einer Freiheitsstrafe verurteilt und dadurch das Kind betreuungsbedürftig und in ein Heim eingewiesen, ist diese Einweisung rechtsstaatswidrig.[29] Siehe dazu auch oben unter „Ausgewählte Problemfälle/Verurteilung zur Bewährung am Arbeitsplatz“.

### Einzelfallprüfung als Grundsatz
Grundsätzlich prüfen die Rehabilitierungsgerichte in jedem Einzelfall, ob die Unterbringungsanweisung rechtsstaatswidrig ist. Allein bei einer Unterbringung im Geschlossenen Jugendwerkhof Torgau ist eine Einzelfallprüfung nicht erforderlich, vielmehr wird stets rehabilitiert. Ausschlaggebend hierfür waren u. a. folgende Gründe: Weder die Jugendlichen selbst noch ihre Erziehungsberechtigten wurden vor einer Einweisung nach Torgau angehört, eine rechtliche Überprüfung war nicht vorgesehen. Die Unterbringungsbedingungen entsprachen denen in Haftanstalten. Die Anlage war wie ein Gefängnis gesichert. Die sanitären und hygienischen Verhältnisse waren so ausgestaltet, dass den Jugendlichen keinerlei Privat- oder Intimsphäre verblieb; die Notdurft musste in Kübeln verrichtet werden. Das Leben war von immerwährender Monotonie und strenger Kontrolle geprägt. Bewegungen mussten im Laufschritt erfolgen. Gefordert waren bedingungslose Unterwerfung und widerspruchsloser Gehorsam. Der Disziplinierung dienten ein bis zu zwölftägiger Isolationsarrest und Zwangssport bis zur völligen körperlichen Erschöpfung.
Die Gerichte sprechen bei Heimunterbringungen mit Ausnahme des Geschlossenen Jugendwerkhofs Torgau nur in den wenigsten Fällen eine Rehabilitierung aus. Dies liegt, so wird vermutet, auch daran, dass die Rehabilitierungsgerichte vor allem Jugendhilfeakten zur Tatsachenfeststellung heranziehen, ohne zu berücksichtigen, dass diese Akten den wahren Verfolgungscharakter oftmals verschleiern. Unangebrachtes Vertrauen in die Richtigkeit von DDR-Entscheidungen ist bei der Heimerziehung weit verbreitet, aber nicht gerechtfertigt.
Mit der Gesetzesänderung vom 22. November 2019 wurde eine Vermutungsregelung in § 10 Abs. 3 StrRehaG (Absatz wurde neu eingefügt) eingeführt: Es wird vermutet, dass die Anordnung der Unterbringung in einem Heim für Kinder oder Jugendliche der politischen Verfolgung oder sonst sachfremden Zwecken diente, wenn eine Einweisung in ein Spezialheim oder in eine vergleichbare Einrichtung, in der eine zwangsweise Umerziehung erfolgte, stattfand.

### Nachweise
Große Schwierigkeiten bereitet vielen Heimkindern der Nachweis ihres Schicksals. Dass die Betroffenen typischerweise Schwierigkeiten beim Nachweis der rechtsstaatswidrigen Maßnahmen haben, ist zwar im Rehabilitierungsverfahren von den Gerichten angemessen zu berücksichtigen. Auch sind die Gerichte gemäß § 10 Abs. 1 S. 1 StrRehaG verpflichtet, mit allen zur Verfügung stehenden Möglichkeiten selbst den Sachverhalt zu ermitteln, wozu sie sich auch der Staatsanwaltschaft bedienen dürfen (§ 10 Abs. 4 StrRehaG). Grundsätzlich kann der Nachweis durch alle in der Strafprozessordnung genannten Beweismittel erfolgen. Dies sind insbesondere:
- Zeugenaussagen (etwa von Verwandten oder Mitinsassen),
- Urkunden und Unterlagen (etwa die Einweisungsanordnung oder sonstige Akten des Jugendhilfeausschusses; zur Herausgabe vorhandener Unterlagen sind die Jugendämter den Gerichten gegenüber gemäß § 69 Abs. 1 Nr. 2 in Verbindung mit Nr. 1 und Abs. 2 Nr. 1 SGB X verpflichtet),[75]
- Sachverständige (als solche kommen etwa erfahrene Opferberater der Landesbeauftragten für die Stasi-Unterlagen in Frage),[76]
- eidesstattliche Versicherung des Betroffenen.

Ergeben diese Ermittlungen nichts und sind die antragsbegründenden Tatsachen aus Sicht des Gerichts auch nicht anderweitig nachgewiesen, geht dies aber zu Lasten des Betroffenen, dem eine Rehabilitierung dann versagt bleibt. Zum Teil legen die Rehabilitierungsgerichte aber allein den Sachvortrag des Betroffenen zugrunde, sofern dieser glaubhaft erscheint, in sich widerspruchsfrei ist und mit den Erkenntnissen der Gerichte aus sonstigen Verfahren in Einklang steht.

## Rehabilitierung von sonstigen nicht-strafrechtlichen freiheitsentziehenden Maßnahmen (§ 2 StrRehaG)
Das Strafrechtliche Rehabilitierungsgesetz ermöglicht in § 2 auch die Rehabilitierung sonstiger Freiheitsentziehungen, die nicht im Zusammenhang mit einer Straftat ergangen sind. Bereits vor Inkrafttreten des Strafrechtlichen Rehabilitierungsgesetzes waren Einweisungen in psychiatrische Anstalten rehabilitierungsfähig. Diese Regelung wurde 1992 in das StrRehaG übernommen und 1994 auf sonstige nicht-strafrechtliche Freiheitsentziehungen erweitert.
Eine Rehabilitierung nach § 2 StrRehaG setzt voraus:
Freiheitsentziehende Maßnahme zwischen dem 8. Mai 1945 und dem 2. Oktober 1990
Es kommen folgende Maßnahmen, die während der SBZ-/DDR-Zeit ergangen sein müssen, in Betracht:
- Einweisung in eine psychiatrische Einrichtung. Das können etwa ärztliche Einweisungen, Einweisungen durch die Kreisgerichte oder durch Staatsanwaltschaften und andere Untersuchungsorgane sein.
- Sonstige gerichtlich oder behördlich angeordnete Freiheitsentziehung. Eine Freiheitsentziehung liegt vor, wenn der Betroffene vollständig und nachhaltig von der Umwelt abgesondert und seine Bewegungsfreiheit auf einen eng umgrenzten Raum beschränkt wurde. Als Freiheitsentziehung anerkannt ist etwa der Dienst in der Disziplinareinheit der Nationalen Volksarmee der DDR in Schwedt.[78]
- Leben oder Zwangsarbeit unter haftähnlichen Bedingungen. Haftähnliche Bedingungen liegen vor, wenn der Betroffene erheblichen und laufend behördlich streng überwachten Einschränkungen seiner Bewegungsfreiheit unterworfen war und nach den sonstigen sich ergebenden Bedingungen ein Leben führen musste, das dem eines Häftlings weitgehend nahekam.[79]
- Zwangsarbeit unter haftähnlichen Bedingungen.

Deutsche Stelle
Die Maßnahme muss von einem deutschen Gericht oder einer deutschen Behörde veranlasst worden sein.
Nicht-strafrechtlicher Charakter der Maßnahme
§ 2 StrRehaG erfasst nur Maßnahmen zivil- oder verwaltungsrechtlicher Natur, wie Einweisungen nach dem Polizei-, dem Einweisungs- oder dem Jugendhilferecht. Für alle strafrechtlichen Maßnahmen gilt § 1 StrRehaG.
Unvereinbarkeit der Maßnahme mit wesentlichen Grundsätzen einer freiheitlichen rechtsstaatlichen Ordnung
Als Aufhebungsgründe kommen in Betracht:
- Die Maßnahme ist im Zusammenhang mit einem der in § 1 StrRehaG aufgezählten Straftatbestände erfolgt und die Vermutung politischer Verfolgung wird im Einzelfall nicht widerlegt (siehe oben).
- Die Maßnahme diente aus sonstigen Gründen politischer Verfolgung.
- Die angeordneten Rechtsfolgen stehen in grobem Missverhältnis zu dem Verhalten, das Anlass für die Maßnahme war: Dabei kommt jedwedes Verhalten in Betracht, nicht nur ein Verhalten im Zusammenhang mit einer Straftat.[81]
- Die Maßnahme diente sachfremden Zwecken. Das ist der Fall, wenn die Einweisung in eine psychiatrische Einrichtung wegen von der Norm abweichenden und als lästig empfundenen sozialen Verhaltens – wie etwa Arbeitsscheu, asoziale Lebensweise, Alkoholmissbrauch, Verletzung von Unterhaltspflichten, Querulanz – und zur Erziehung des Betroffenen zu gesellschaftlich gewünschtem Verhalten erfolgte, ohne dass der Betroffene im medizinisch fassbaren Sinne geistig oder psychisch krank war.[82]
- Die Maßnahme ist aus sonstigen Gründen, etwa wegen erheblicher Verfahrensfehler, in gravierender Weise fehlerhaft.

Rehabilitierungsfähige Maßnahmen nach § 2 StrRehaG sind – neben den Einweisungen in psychiatrische Einrichtungen – etwa Dienste in der Disziplinareinheit der Nationalen Volksarmee der DDR in Schwedt. Grundsätzlich muss in jedem Einzelfall geprüft werden, ob die Maßnahme mit wesentlichen Grundsätzen einer freiheitlichen rechtsstaatlichen Ordnung unvereinbar ist. Dies wurde etwa in folgenden Fällen bejaht:
- Einweisung in eine psychiatrische Anstalt, die medizinisch nicht indiziert war, nicht der Gefahrenabwehr diente oder an der aus anderen Gründen gewichtige Zweifel hinsichtlich der materiellen Richtigkeit bestehen.
- Einweisung, die trotz fehlender Einwilligung des Betroffenen ohne gerichtlichen oder behördlichen Beschluss vorgenommen wurde.
- Freiheitsentziehung, um die körperliche Misshandlung des Betroffenen in der Nationalen Volksarmee der DDR zu vertuschen.[78]

## Rehabilitierungsverfahren

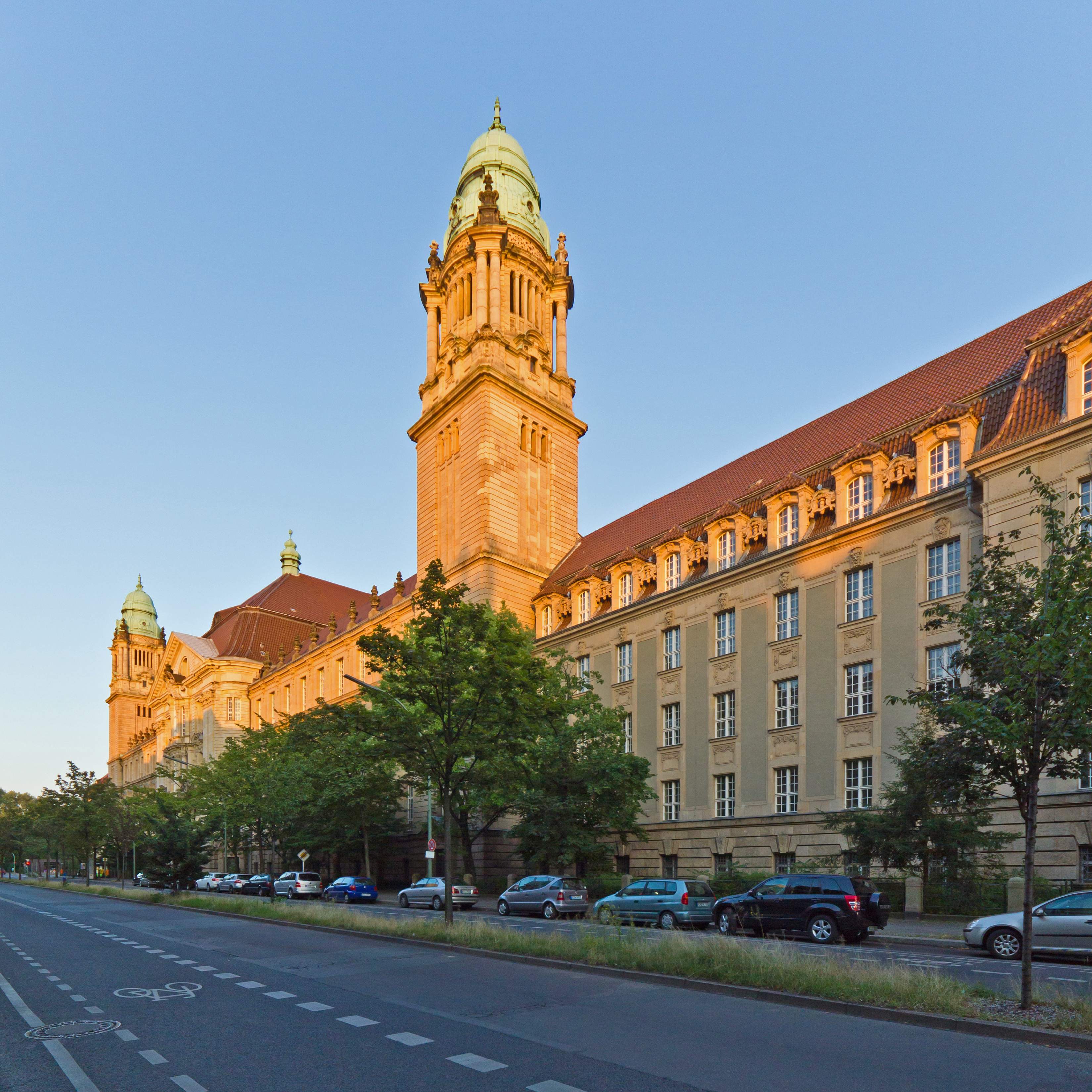
Beim Landgericht Berlin ist die Strafkammer 51 ausschließlich für Rehabilitierungsverfahren zuständig.

Die strafrechtliche Rehabilitierung ist als vereinfachtes Wiederaufnahmeverfahren ausgestaltet worden. Die Vorschriften des Gerichtsverfassungsgesetzes und der Strafprozessordnung finden entsprechend Anwendung, sofern das Strafrechtliche Rehabilitierungsgesetz nichts anderes bestimmt (§ 15 StrRehaG). Das Gericht entscheidet über den Rehabilitierungsantrag in der Regel ohne mündliche Erörterung (§ 12 Abs. 2 StrRehaG). Es ist verpflichtet, die zur Überprüfung der Rechtsstaatswidrigkeit einer Maßnahme erforderlichen Tatsachen von Amts wegen – gegebenenfalls unter Heranziehung der Staatsanwaltschaft – zu ermitteln (Amtsermittlungspflicht, § 10 StrRehaG). Nach der ständigen Rechtsprechung des Bundesverfassungsgerichts umfasst dies auch die Pflicht, gegebenenfalls den der angegriffenen Maßnahme zugrunde liegenden Sachverhalt (etwa den Hergang einer Tat) unter Ausschöpfung aller zur Verfügung stehenden Erkenntnismöglichkeiten neu zu ermitteln oder darzulegen, warum eine solche Ermittlung nicht stattgefunden hat. Bei der Ermittlung haben die Gerichte einschlägige Fachveröffentlichungen zu berücksichtigen und gegebenenfalls Sachverständige anzuhören (siehe auch Abschnitt Nachweise). Die Rehabilitierungsentscheidung ergeht als Beschluss (§ 12 Abs. 1 StrRehaG). Gegen die Entscheidung kann Beschwerde beim Oberlandesgericht bzw. in Berlin beim Kammergericht eingelegt werden (§ 13 Abs. 1 StrRehaG, Ausnahmen in Absatz 2).
Für das Rehabilitierungsverfahren fallen keine Gerichtskosten an (§ 14 Abs. 1 StrRehaG). Hat der Rehabilitierungsantrag Erfolg, werden die Anwaltskosten, sofern sie die im Rechtsanwaltsvergütungsgesetz vorgesehenen Beträge nicht übersteigen, der Staatskasse auferlegt (§ 14 Abs. 2 StrRehaG).

## Folgeansprüche

### Allgemeines
Die Rehabilitierung kann Folgeansprüche begründen, für die verschiedene Behörden zuständig sind. Im Einzelnen kommen u. a. folgende Ansprüche in Betracht:
- Rückgabe eingezogener Vermögenswerte (§ 3 Abs. 2 StrRehaG).
- Rückerstattung von Geldstrafen § 6 (StrRehaG).
- Soziale Ausgleichsleistungen wie Kapitalentschädigung und besondere Zuwendung (Opferrente) bei Freiheitsentziehungen (§ 17 und § 17a StrRehaG), Unterstützungsleistungen und Beschädigtenversorgung (§ 18 und § 21 StrRehaG). Soziale Ausgleichsleistungen werden allerdings nicht gewährt, wenn der Betroffene selbst gegen Grundsätze der Menschlichkeit oder der Rechtsstaatlichkeit verstoßen hat (§ 16 Abs. 2 StrRehaG). Dies ist der Fall etwa bei einer engen Zusammenarbeit mit dem Ministerium für Staatssicherheit oder der politischen Abteilung der Kriminalpolizei, die schwerwiegende Folgen für Dritte hatte.
- Ansprüche nach dem Beruflichen Rehabilitierungsgesetz (BerRehaG).[87]

Betroffene, die zwischen 1945 und 1950 in einem der sowjetischen Speziallager inhaftiert worden waren – dies waren etwa 170.000 Personen, von denen ca. 55.000 im Gewahrsam verstarben –, haben unter bestimmten Voraussetzungen ebenfalls Anspruch auf soziale Ausgleichsleistungen (vgl. § 25 Abs. 2 S. 1 StrRehaG). An einer förmlichen Rehabilitierung dieser Opfergruppe entsprechend den Regelungen in §§ 1 und 2 StrRehaG sah sich der Gesetzgeber aus völkerrechtlichen Gründen gehindert. Überlebende der rund 9.000 zwischen 1945 und 1949 durch ein sowjetisches Militärtribunal Verurteilten können eine Rehabilitierung bei den russischen Behörden beantragen.

### Opferrente (Opferpension)
Große Bedeutung hat die 2007 vom Gesetzgeber eingeführte besondere Zuwendung gemäß § 17a StrRehaG erlangt, die bei Freiheitsentziehungen von mindestens 90 Tagen Dauer dann zu gewähren ist, wenn der Betroffene in seiner wirtschaftlichen Lage besonders beeinträchtigt ist (Opferrente, auch Opferpension). Die Opferrente betrug ursprünglich monatlich 250 Euro und wurde zum 1. Januar 2015 auf maximal 300 Euro monatlich erhöht. Zum 29. November 2019 wurde sie auf maximal 330 Euro erhöht. Am 30. Januar 2025 beschloss der Bundestag, die Pension ab 1. Juli 2025 auf 400 Euro zu erhöhen. Außerdem ist der Bezug der Opferpension seit diesem Zeitpunkt nicht mehr an die Bedürftigkeit der Empfänger gekoppelt.
Die Voraussetzungen für die Gewährung der Opferrente sind im Einzelnen (§ 17a StrRehaG):
- Der Betroffene wurde bereits nach § 1 oder § 2 StrRehaG rehabilitiert (zu Betroffenen, die in sowjetischen Lagern interniert waren, vgl. § 25 Abs. 2 S. 1 StrRehaG).
- Der Betroffene hat eine von der Rehabilitierung umfasste Freiheitsentziehung (Untersuchungs- oder Strafhaft; Maßnahmen nach § 2 StrRehaG, insbesondere Unterbringung in einem Kinder- oder Jugendheim) erlitten. Wurden ausschließlich andere Rechtsgüter als die Freiheit beeinträchtigt, etwa als Folge von Zersetzungsmaßnahmen des Ministeriums für Staatssicherheit gesundheitliche oder psychische Schädigungen verursacht, kommt eine Opferrente nicht in Betracht.[89]
- Die Freiheitsentziehung muss mindestens 180 (seit 29. November 2019: 90 Tagen) Tage gedauert haben. Wird diese Mindestdauer geringfügig – bis zu vierzehn Tage[90] – unterschritten, etwa weil die Entlassung vom Wochenende auf einen Freitag oder wegen eines Feiertags vorverlegt wurde, kann in Härtefällen die Opferrente ausnahmsweise dennoch gewährt werden (§ 19 StrRehaG).[91]
- Der Betroffene darf selbst nicht gegen Grundsätze der Menschlichkeit oder der Rechtsstaatlichkeit verstoßen haben (§ 16 Abs. 2 StrRehaG), indem er etwa intensiv mit dem Ministerium für Staatssicherheit zusammengearbeitet hat und dies schwerwiegende Folgen für Dritte hatte.
- Die Opferrente wird nicht gewährt, wenn der Betroffene wegen einer vorsätzlichen Straftat rechtskräftig zu einer Freiheitsstrafe von mindestens drei Jahren verurteilt wurde und die Verurteilung in einer Auskunft aus dem Bundeszentralregister enthalten ist (§ 17a Abs. 7 StrRehaG). Anlass für diese durch das Gesetz vom 2. Dezember 2010 eingefügte Regelung war der Fall des mehrfach wegen schwerster Gewaltverbrechen verurteilten Frank Schmökels, der in der DDR aufgrund versuchten ungesetzlichen Grenzübertritts in Haft gesessen und deshalb Opferrente beantragt hatte.[92]

Die Opferrente wird erst nach erfolgreicher Rehabilitierung ausgezahlt. Wurde der Antrag bei der für die Opferrente zuständigen Behörde bereits gestellt, bevor das Rehabilitierungsgericht rechtskräftig entschieden hat, ist die Opferrente ab Stellung des Rehabilitierungsantrags nachzuzahlen.
Im Jahr 2014 erhielten insgesamt etwa 45.000 Personen eine Opferrente.

## Beratungsangebote und Medien
Beratung in rehabilitierungsrechtlichen Fragen bieten vor allem die jeweiligen Landesbeauftragten für die Stasi-Unterlagen, jetzt umbenannt in Landesbeauftragte zur Aufarbeitung der SED-Diktatur, an. Heimkinder finden Rat auch bei den nach dem Fonds „Heimerziehung in der DDR in den Jahren 1945 bis 1990“ eingerichteten Anlauf- und Beratungsstellen (der Fonds wurde zum 31. Dezember 2019 geschlossen, in den meisten Ländern gibt es noch Ansprechpartner). Aktuelle wissenschaftliche Abhandlungen, Entscheidungen und Anmerkungen erscheinen regelmäßig in der Zeitschrift Neue Justiz und in der Zeitschrift für offene Vermögensfragen, Rehabilitierungs- und sonstiges Wiedergutmachungsrecht (bis Heft 4/2011: „Zeitschrift für offene Vermögensfragen“).

## Rechtsvergleichung

### NS-Unrecht
Nationalsozialistische Unrechtsurteile konnten nach Ende des Zweiten Weltkriegs zunächst aufgrund landesrechtlicher Vorschriften „zur Wiedergutmachung“ bzw. „Beseitigung nationalsozialistischen Unrechts in der Strafrechtspflege“ aufgehoben werden. Der Gesetzgeber entschied sich für Generalklauseln, die zum Teil, wie es auch in § 1 Abs. 1 StrRehaG geschehen ist, um einen Katalog exakt benannter Straftatbestände ergänzt wurden. Alle Antragsfristen wurden 1965 aufgehoben.
1988 wurde mit dem Gesetz zur Beseitigung nationalsozialistischer Unrechtsurteile eine bundeseinheitliche Regelung geschaffen, die 1998 durch das Gesetz zur Aufhebung nationalsozialistischer Unrechtsurteile in der Strafrechtspflege (NS-AufhG) abgelöst wurde. Es werden aufgehoben: Verurteilungen durch den Volksgerichtshof oder durch 1945 eingesetzte Standgerichte und Verurteilungen, die auf im Gesetz explizit benannten Vorschriften beruhen. Die Aufhebung erfolgt von Gesetzes wegen, also „automatisch“. Auf Antrag stellt die Staatsanwaltschaft fest, dass eine Verurteilung aufgehoben ist, und stellt eine Bescheinigung aus.

### Ausland
Albanien
In Albanien waren nach dem Zusammenbruch der Diktatur zunächst Entschädigungszahlungen für Opfer in Form von Schadensersatzzahlungen, Renten und Ersatz von Lohnausfall vorgesehen. 2007 wurde das Gesetz zur Entschädigung früherer politischer Gefangener verabschiedet. Es betrifft Personen, die aufgrund von Strafbestimmungen, die das Gesetz katalogartig aufführt, zwischen 1944 und 1991 verurteilt wurden, und gewährt eine Geldentschädigung je zu Unrecht in Haft verbrachtem Tag. Im Gesetz selbst sind mehrere Musteranträge enthalten.
Bulgarien
Anträge auf Urteilsaufhebung und Amnestie im Hinblick auf Straftaten gegen den kommunistischen Staat konnten in Bulgarien nach einem speziellen Gesetz bis 1993 gestellt werden. Die Aufhebung zog – ebenso wie u. a. der Aufenthalt in Arbeitslagern, Deportation – Ansprüche nach dem Rehabilitierungsgesetz nach sich. Als Entschädigungsleistung sind bei Tod eine Einmalzahlung in Höhe von etwa 2.400 Euro vorgesehen. Bei Einbußen an Gesundheit und Freiheit sieht das Gesetz zum einen Rentenzuschuss in Höhe von 30 bis 50 % der Rente und eine Einmalzahlung von höchstens etwa 1.100 Euro (alle Beträge Stand 2010). Das Bestehen des Anspruchs muss durch schriftlichen Beweis erfolgen. Ist dies nicht möglich, kann ein besonderer Ausschuss der Regierung die Zahlung dennoch zubilligen.
Kroatien
Einschlägige Wiedergutmachungsregelungen enthält in Kroatien das Gesetz über die Rechte ehemaliger politischer Gefangener des Kommunismus von 1992. Als ehemaliger politischer Gefangener gilt, wer zwischen 1945 und 1990 aufgrund seiner politischen Überzeugung oder wegen Leistung politischen Widerstandes in Haft genommen wurde und zehn Jahre in Kroatien ansässig war bzw. ist. Das Gesetz sieht als Ausgleich die Anerkennung von Rentenzeiten, die in einer bestimmten Höhe angerechnet werden, und die Rückgabe entzogenen Vermögens vor; der Ersatz materieller und immaterielle Schäden richtet sich nach den allgemeinen zivilrechtlichen Vorschriften. Der Antrag musste innerhalb von vier Jahren nach Inkrafttreten des Gesetzes gestellt werden. Voraussetzung für Leistungen nach dem Wiedergutmachungsgesetz war die Vorlage von Urkunden, die den Status als politischer Gefangener belegten. Das Justizministerium hatte von Amts wegen vorhandene Belege ebenfalls vorzulegen. Der Nachweis konnte auch durch die Stellungnahme einer Opferorganisation erbracht werden. Über die Ansprüche wurde in einem Verwaltungsverfahren entschieden.
Polen
In Polen regelt die strafrechtliche Rehabilitierung das Gesetz über die Anerkennung der Nichtigkeit von Urteilen gegen Personen, die für die Tätigkeit zugunsten des polnischen Staates Repressionen ausgesetzt wurden. Nach diesem Gesetz kann beim zuständigen Kreis- oder Militärgericht die Feststellung der Nichtigkeit von Entscheidungen aus den Jahren 1944–1989 beantragt werden, wenn die zugrunde liegende Verurteilung im Zusammenhang mit dem Kampf für die polnische Unabhängigkeit, der Kollektivierung oder der Verletzung von Pflichtabgabenormen stand. Das Gericht kann die Veröffentlichung der Nichtigkeitsfeststellung anordnen. Hat der Feststellungsantrag Erfolg, besteht ein Schadensersatzanspruch.
Rumänien
Wiedergutmachungsregelungen finden sich in Rumänien vor allem in zwei Gesetzen aus dem Jahre 1990, die zum einen Opfer der Diktatur von 1945 bis 1989 und zum anderen Opfer der Auseinandersetzungen um den Jahreswechsel 1989/90 betreffen. Opfer der Diktatur haben Anspruch auf die Anerkennung von Rentenversicherungszeiten, Rente und Hinterbliebenenrente, kostenlose medizinische Behandlung und kostenlose Nutzung des Nahverkehrs. Sie sind von bestimmten Steuern befreit, werden bei der Wohnungsvergabe bevorzugt und erhalten vergünstigte Kredite. Nachweispflichtig für das Vorliegen der gesetzlichen Voraussetzungen ist der Betroffene, wobei aber bestimmte Beweiserleichterungen greifen. Eine ursprünglich vorgesehene Antragsfrist wurde für verfassungswidrig erklärt.
Russland
Das in der Sowjetunion begangene politische Unrecht hat ein besonders großes Ausmaß. Bereits in der Ära Chruschtschow in den 1950er, aber auch noch in den 1960er Jahren wurden Opfer individuell und kollektiv – teilweise waren ganze Volksgruppen (z. B. die Wolgadeutschen und Krimtataren) wegen „Hochverrats“ deportiert worden – rehabilitiert. Erst 1989, in der Endphase der Sowjetunion, kam es zu einer umfassenden Thematisierung des geschehenen Unrechts. Die Russische Föderation erließ im April 1991 ein Gesetz „Über die Rehabilitierung der unterdrückten Völker“ und sechs Monate später das Gesetz „Über die Rehabilitierung der Opfer politischer Repressionen“ (OpferRehaG), das seit 1917 begangenes Unrecht erfasst.
Serbien
In Serbien ist am 15. Dezember 2011 ein neues Rehabilitierungsgesetz in Kraft getreten. Das Gesetz regelt die Rehabilitierung von Personen, die aus politischen oder ideologischen Gründen bis 2011 ihr Leben oder ihre Freiheit eingebüßt oder einen Eingriff in andere Rechtsgüter erlitten haben. Das Gesetz gilt für strafrechtliche und verwaltungsrechtliche Maßnahmen. Die Rehabilitierung erfolgt in einigen Fällen auf Antrag durch gerichtliche Entscheidung, in anderen Fällen von Gesetzes wegen. Rechtsfolgen der Rehabilitierung sind u. a.: Feststellung der Nichtigkeit der Maßnahme, Gewährung einer Sonderrente, Rückgabe von entzogenem Eigentum bzw. Entschädigung und Entschädigungsleistungen für Rechtsguteinbußen.
Slowakei und Tschechien
Bereits am 23. April 1990 beschloss das Bundesparlament der Tschechischen und Slowakischen Föderativen Republik das Gesetz 119/1990 zur Rehabilitation. Es findet in beiden Nachfolgestaaten Anwendung. Am 13. März 2017 wurde der Magdeburger Hartmut Tautz durch das Bezirksgericht Bratislava (Slowakei) posthum rehabilitiert. Am 11. Mai 2018 entschied das Bezirksgericht Budweis, und am 28. Januar 2019 entschied das Prager Justizministerium (beide Tschechien) jeweils zu Gunsten eines verletzten DDR-Flüchtlings.
Slowenien
Für die Rehabilitierung von Opfern des kommunistischen Regimes bestehen in Slowenien keine speziellen Regelungen. Die Aufhebung eines Strafurteils kann nur im Wege einer Wiederaufnahme des früheren Strafverfahrens erreicht werden. Einschlägig ist das Gesetz über die Vollstreckung von Strafsanktionen aus dem Jahr 1978. Es bestehen keine Antragsfristen. Endet das wieder aufgenommene Verfahren mit einem Freispruch, kann die Rückgabe eingezogenen Vermögens begehrt werden.
Ukraine
Einschlägige Regelungen finden sich im Gesetz „Zur Rehabilitierung der Opfer politischer Repressalien in der Ukraine“ vom 17. April 1991.